# Szent Patrik napja
Szent Patrik napja (írül Lá ’le Pádraig vagy Lá Fhéile Pádraig) évente tartott ünnep Szent Patrik, Írország egyik védőszentje tiszteletére, az írek nemzeti ünnepe. Március 17-én tartják, azon a napon, melyen a hagyomány szerint Patrik meghalt.
Munkaszüneti nap Észak-Írországban, Írországban, Montserratban és Új-Fundland és Labrador kanadai tartományban. Kanada többi részén, az Egyesült Királyságban, Ausztráliában, Új-Zélandon és az Egyesült Államokban sok helyen megünneplik, de nem hivatalos ünnepnap.

## Fordítás
- Ez a szócikk részben vagy egészben  a   Saint Patrick's Day című angol Wikipédia-szócikk fordításán alapul.  Az eredeti cikk szerkesztőit annak laptörténete sorolja fel. Ez a jelzés csupán a megfogalmazás eredetét és a szerzői jogokat jelzi, nem szolgál a cikkben szereplő információk forrásmegjelöléseként.